# Bob Cicherillo
Robert „Bob“ Michael Cicherillo (* 1. Dezember 1965 in Rochester, New York) ist ein US-amerikanischer ehemaliger Profi-Bodybuilder der IFBB und heutiger Sportkommentator des Mr. Olympia.

## Leben
Cicherillo wurde am 1. Dezember 1965 in Rochester geboren. Von 1979 bis 1983 besuchte er die Greece Athena High School und erhielt seinen High School Diploma. Sein erster Bodybuilding-Wettbewerb war die Natural America 1981, wo er in der Teen-Tall-Klasse den vierten Platz belegte. Sein erstes National Physique Committee war die NPC Junior Nationals 1987, die er im Schwergewicht gewinnen konnte. Sein erster IFBB-Wettbewerb war die IFBB North American Championships, bei der er den vierten Platz belegte. 2001 nahm er erstmals an der ebenfalls von IFBB organisierten Night of Champions teil, wo er den elften Platz belegte. Im Folgejahr nahm er erneut an der Night of Champions teil, wo er dem Deutschen Markus Rühl unterlag. Im selben Jahr nahm er erstmals am Mr. Olympia teil, wo er lediglich auf dem 18ten Platz landete. 2004 nahm er an den Arnold Classic teil. 2006 qualifizierte er sich durch seinen Sieg bei den Masters in New York City erneut für Mr. Olympia, entschied sich jedoch gegen eine Teilnahme am Wettbewerb und übernahm stattdessen Moderationstätigkeiten.
Cicherillo wurde in zahlreichen Fitness- und Zeitschriftenartikeln vorgestellt und zierte unter anderen das Cover des Flex-Magazins. Er wirkte gemeinsam mit Stuart Scott in einem Werbespot für den US-amerikanischen Sportfernsehsender ESPN mit. Außerdem war er im Musikvideo zum Lied You Are My Number One der Rockband Smash Mouth zu sehen. Er war Mitglied der Schauspieler-Gewerkschaft Screen Actors Guild. Sein Filmschauspieldebüt gab er 1989 in der Spielfilmproduktion The Girlfriend from Outer Space. Eine zweite kleinere Filmrolle folgte erst über zehn Jahre später in Checkout. Mitte der 2000er Jahre erhielt er Episodenrollen in den Fernsehserien Charmed – Zauberhafte Hexen und Malcolm mittendrin. 2004 stellte er die größere Rolle des Engels Uriel im Film Demons at the Door dar, der im Direct-to-Video vertrieben wurde. In den folgenden Jahren erhielt er Rollenbesetzungen in den Filmproduktionen Close Encounters of the 4th Kind: Infestation from Mars, Arnold – Sein Weg nach oben und Trauzeuge gesucht!.
Nach seinem Rücktritt als aktiver Bodybuilder moderierte er zusammen mit Dan Solomon das Format Pro Bodybuilding Weekly, ehe er bodybuilding.com verließ und zu BSN wechselte. Für bodybuilding.com verfasste er Blogs über das Bodybuilding. Er fungierte als Kommentator von Bodybuilding-Wettbewerben, darunter dem Mr. Olympia. Er gilt bis heute als „ein fester Bestandteil der Bodybuildingcommunity“ und öffentliche Äußerungen werden dementsprechend diskutiert. Er ist häufig Gast in verschiedenen Podcasts.
Seit dem 1. Oktober 2006 ist er mit Tasha Gascón verheiratet. Die beiden wurden am 18. Januar 2007 Eltern einer Tochter.

### Wettkampferfolge
- 1981: Natural America, Teen Tall, Platz vier
- 1983: AAU Mr New York State, Teen Tall, Gewinner
- 1987: NPC Junior Nationals, HeavyWeight, Gewinner
- 1987: NPC Nationals, Heavyweight, Platz fünf
- 1988: NPC USA Championships, Heavyweight, Platz acht
- 1989: NPC Nationals, Heavyweight, Platz vier
- 1989: North American Championships, Heavyweight, Platz vier
- 1989: NPC USA Championships, Heavyweight, Platz zwei
- 1990: NPC Nationals, Light-Heavyweight, Platz fünf
- 1993: NPC USA Championships, Heavyweight, Platz acht
- 1995: NPC USA Championships, Heavyweight, Platz 15
- 1996: NPC Nationals, Heavyweight, Platz acht
- 1999: NPC Nationals, Heavyweight, Platz zwei
- 2000: NPC USA Championships, Super-Heavyweight, Gewinner
- 2001: Night of Champions, Platz elf
- 2001: Toronto Pro Invitational, Platz zwei
- 2002: Night of Champions, Platz zwei
- 2002: Mr. Olympia, Platz 18
- 2002: Show of Strength Pro Championship, Platz sieben
- 2002: Southwest Pro Cup, Platz zwei
- 2003: Night of Champions, Platz sechs
- 2004: Arnold Classic, Platz elf
- 2004: Ironman Pro Invitational, Platz acht
- 2005: New York Pro Championships, Platz acht
- 2005: San Francisco Pro Invitational, Platz neun
- 2006: Masters Pro World, Gewinner

## Bob Tschigerillo
Über das Videoportal TikTok entwickelte sich ein Trend, in Videos stereotype Verhaltensweisen und Einstellungen von Bodybuildern unter dem fiktiven Charakter „Bob Tschigerillo“ als übertrieben, mit humorvollen Aspekten des Fitnesslebens darzustellen. Es handelt sich um eine „absichtliche, humorvolle Verfremdung“ des Namens Bob Cicherillo, dessen Ursprünge aus dem deutschsprachigen Fitness- und Bodybuilding-Internet zurückzuführen sind. Markus Rühl wird häufig mit dem Bob-Tschigerillo-Meme in Verbindung gebracht. Dies rührt von mehreren Videos, in denen Rühl über gemeinsame Wettbewerbe mit Cicherillo spricht, er ihn aufgrund seines hessischen Dialektes allerdings als „Bob Tschigerillo“ bezeichnet.
Am 23. Oktober 2022 erschien auf Spotify das Lied Bob Tschigerillo von Hope, Balthasar und DJ Roswita.
Im April 2025 berichtete die hessenschau über das Lokal „Zum Rühl“ in Oberursel, das in kürzester Zeit auf Google die höchstmögliche Punktzahl von verschiedenen Benutzern erhielt. In den dazugehörigen Rezensionen finden sich neben Anspielungen zu Sprüchen und Aussagen Markus Rühls auch humoristische Aussagen zu „Bob Tschigerillo“.

## Filmografie (Auswahl)
- 1989: The Girlfriend from Outer Space
- 2002: Checkout
- 2003: Charmed – Zauberhafte Hexen (Charmed, Fernsehserie, Episode 5x16)
- 2004: Malcolm mittendrin (Malcolm in the Middle, Fernsehserie, Episode 5x16)
- 2004: Demons at the Door
- 2004: Close Encounters of the 4th Kind: Infestation from Mars
- 2005: Arnold – Sein Weg nach oben (See Arnold Run, Fernsehfilm)
- 2009: Trauzeuge gesucht! (I Love You, Man)
- 2009: Fighting for Survival (Kurzfilm)